# Metropolitní areál
Metropolitní areály jsou hlavní centra osídlení a jejich nejbližší zázemí a tato centra jsou chápána jako jádra nadnodálního typu.
Je možno je dle Hampla (2005) obecně označovat za nejvýznamnější – měřítkově vyšší – prvky systému osídlení a současně za jádra řádově vyšších regionů (v podmínkách Česka zhruba od úrovně mezoregionů). Formování metropolitních areálů je projevem pozdějšího typu růstu největších středisek, tj. růstu prostorového. Tento typ růstu zahrnuje proces suburbanizace, avšak má i řadu dalších, převážně kvalitativních důsledků (např. prohlubování územní dělby práce, přinášející i zvýšené ekonomické a sociální efekty pro samotné metropolitní areály, čímž se posiluje jejich význam, a zprostředkovaně pro celý národní systém – řídící a inovační působení na rozsáhlé regionální systémy). V tomto smyslu představují metropolitní areály největší územní koncentrace ekonomiky a obyvatelstva, ale zejména kvalitativně nejvýznamnější. Největšı́ metropolitnı́ areály se tak stávajı́ relativně autonomnı́mi aktéry v globálnı́ soutěži. V kontextu dlouhodobého hodnocenı́ vývoje sı́delnı́ho a regionálnı́ho systému nejen v Česku, ale v podstatě ve všech rozvinutých zemı́ch, je oprávněné označovat metropolizaci za vyššı́ fázi urbanizačnı́ho procesu.

## Vývoj metropolitních areálů v Česku
Formovánı́ soustavy metropolitnı́ch areálů je výsledkem dlouhodobého vývoje systému osı́dlenı́ a plynule navazovalo na dynamický „klasický“ urbanizačnı́ proces v industriálnı́m obdobı́. Ten probı́hal v českém prostoru již od druhé poloviny 19. stoletı́, přičemž o nástupu suburbanizace, jakožto podstatné složky metropolizace, je možno hovořit již od obdobı́ mezi 1. a 2. světovou válkou. I v socialistikém období byly zárodky metropolitnı́ch areálů zachovány a v řadě ohledů reprodukovány, nicméně „plánovité řı́zenı́“ rozvoje v totalitnı́ch poměrech nutně deformovalo metropolizačnı́ procesy, a to předevšı́m ve dvou směrech. Za prvé to bylo potlačenı́ kvalitativnı́ch rozvojových forem: preference výrobnı́ch funkcı́ proti funkcı́m nevýrobnı́m včetně kvartérnı́ho sektoru, což postihovalo v prvé řadě hlavnı́ centra – jádra metropolitnı́ch areálů. Za druhé to bylo zásadnı́ potlačenı́ suburbanizace prostřednictvı́m tzv. schválené střediskové soustavy, což zabránilo růstu a někdy vedlo dokonce i k depopulaci metropolitnı́ch zázemı́. Navzdory těmto vlivům se však některé metropolizačnı́ tendence živelně prosazovaly – rychlejšı́ koncentrace pracovnı́ch přı́ležitostı́ než pracovnı́ sı́ly, růst pracovnı́ dojı́žďky a zejména dojı́žďkového propojovánı́ měst v exponovaných prostorech a vytvářenı́ integrovaných systémů středisek jakožto páteře metropolitnı́ch areálů.
V posttotalitnı́m obdobı́ byla výše zmı́něná omezenı́ odstraněna a metropolizace dosáhla jak vyššı́ dynamiky, tak integrálnı́ povahy. Základnı́ systém metropolitnı́ch areálů i sı́delnı́ hierarchie byl pochopitelně zachován, ale rozvojové tendence se změnily. Nejvı́ce je v literatuře zdůrazňován nástup a postupné zrychlovánı́ suburbanizačnı́ch procesů, zvláště pak suburbanizace rezidenčnı́. V podstatě se jedná o měřı́tkový posun v orientaci koncentračnı́ch procesů, o prostorové rozšiřovánı́ velkoměst do variabilnějšı́ch a sı́delně volnějšı́ch forem. Z jader metropolitnı́ch areálů jsou tak částečně přesouvány do zázemı́ rezidenčnı́ a následně i některé ekonomické funkce. Atraktivita metropolitnı́ch zázemı́ je ovšem nadále primárně podmı́něna atraktivitou jádra, které koncentruje předevšı́m progresivnı́ ekonomické, politické, sociálnı́ a kulturnı́ aktivity. Rozvoj těchto funkcı́ má klı́čovou úlohu ve významovém posilovánı́ postavenı́ metropolitnı́ch areálů v národnı́m i nadnárodnı́m systému. Tento rozvoj se však projevuje nejen kvantitativně, např. růstem koncentrace pracovnı́ch přı́ležitostı́, ale předevšı́m „kvalitativně“, tj. zvyšovánı́m řı́dı́cı́ a inovačnı́ funkce zvláště kvartérnı́ch aktivit, koncentrovaných ve zvýšené mı́ře právě do většı́ch center. Ilustruje to přı́klad růstu podı́lu Prahy na ekonomice Česka v letech 1991–2001, tedy v obdobı́ nejvýraznějšı́ch společenských změn. Zatı́mco podı́l hlavnı́ho města na počtu pracovnı́ch příležitostí v Česku se zvýšil z 13,6 % na 15,5 %, resp. vzrostl o necelých 14 %, pak průměrná mzda v relaci k celostátnı́ úrovni se zvýšila téměř o 32 % (v roce 1991 to bylo v Praze 107,9 % a v roce 2001 již 142,1 % celostátnı́ úrovně) 

## Vymezení metropolitních areálů
K vymezení metropolitních areálů existuje několik přístupů. Jedním z nich je vymezenı́ areálů maximálnı́ho zalidněnı́ (Korčák 1966), které je i nástrojem „objektivizace“ srovnávánı́ velikostı́ aglomeracı́ či metropolitnı́ch areálů. Téměř vždy je však v důsledku omezené datové základny sledováno pouze obyvatelstvo, proto je tím chápání zejména vývojových tendencí redukováno na změny v distribuci rezidenčních funkcí, které postupně ztrácejí na významu. Druhým základnı́m aspektem při vymezovánı́ těchto areálů je hodnocenı́ jejich vnitřnı́ funkčnı́ propojenosti, zejména podle pracovnı́ dojı́žďky/vyjı́žďky. Tato hodnocenı́ však často směřujı́ spı́še k regionalizaci než k určovánı́ regionálnı́ch center nadnodálnı́ho typu. „Hamplovské“ vymezení je kombinací obou výše uvedených aspektů. Dosaženı́ vysoké územnı́ koncentrace obyvatelstva a ekonomiky na jedné straně a vysoké mı́ry vnitřnı́ funkčnı́ propojenosti na straně druhé syntetickým způsobem charakterizuje územnı́ koncentrace kontaktů mezi prvky (sı́dly, středisky, subregiony apod.) metropolitnı́ch areálů. 

## Metropolitní areál jako integrovaný sídelní systém (ISS)
Profesor Hampl si uvědomil, že vymezení dle koncentračních areálů (dle hustoty zalidnění a velikosti) je statické, čili nezohledňuje vztahy uvnitř areálu. Proto při jeho způsobu vymezení zohlednil vztahy, což je možné díky dostupnosti dat o dojížďce (z cenzů). Takto vymezené metropolitní areály se nazývají integrované sídelní systémy (ISS) a je v nich zohledněna oboustranná vztahovost ve spojení s územní intenzitou. Počet dojíždějících (oboustranně) je vydělen vzdáleností mezi dvěma sídly a vznikne tak hodnota na kilometr. Sídlo bylo do integrovaného sídelního systému zařazeno pokud mělo vyšší než stanovenou kritickou hodnotu dojíždějících na kilometr (tzv. jednotky spjatosti – v roce 2001 to bylo 75, v roce 2011 již pouze 40 a to kvůli omezenosti datové základny), přičemž v potaz byla brána pouze sídla s KFV nad 2,5. Pokud tento integrovaný sídelní systém dosahuje celkové velikosti nad 100 000 obyvatel, Hampl je nazývá metropolitními areály (MA). V Česku v roce 2011 bylo takto vymezeno 12 metropolitních areálů, jejichž centra byla města Praha, Ostrava, Brno, Ústí nad Labem, Olomouc, Hradec Králové+Pardubice, Zlín, Plzeň, Most, Liberec, Karlovy Vary a České Budějovice (seřazeno dle počtu obyvatel v celém MA).

## Hierarchie metropolitních areálů
Dominantní postavení metropolitních integrovaných sídelních systémů (ISS) v osídlení a ekonomice dokládají jejich vysoké celostátní podíly – vždy přes polovinu pracovních příležitostí a přes 60 % KKV. Opět platí dominance prvního (pražského metropolitního areálu) a také, že s progresivitou funkcí roste koncentrace do vyšších pater hierarchie a roste i dominance „jedničky“. Existuje výrazné vyčlenění největších center od center ostatních a to vede k formování dvou hierarchií: řádově vyšší hierarchie nadnodálních center metropolitního typu a řádově nižší hierarchie soustavy ostatních středisek, jejichž soustava se jen velmi málo liší od soustavy nodálních středisek. Dominance pražského areálu je nižší než dominance Prahy jako nodálního centra. 